# Втрати силових структур внаслідок російського вторгнення в Україну (квітень 2024)
У статті наведено список втрат українських військовослужбовців у російсько-українській війні за квітень 2024 року (включно).

## Список загиблих за квітень 2024 року
| Орден Богдана Хмельницького III ступеня (Україна) |

| Почесний громадянин Тернопільської області | Почесний громадянин міста Тернополя |

| Орден «За мужність» ІІІ ступеня |

| Почесний громадянин Тернопільської області | Почесний громадянин міста Тернополя |